# Francisco Toda y Tortosa
Francisco Toda y Tortosa fou un jurista i polític espanyol. Va exercir durant 25 anys com a jutge a Manresa, i fou elegit diputat del Partit Liberal per Manresa a les eleccions generals espanyoles de 1886, però el 1889 renuncià a l'escó quan fou nomenat fiscal de l'Audiència de Madrid. El 1893-1894 fou nomenat senador per la província de Toledo.